# José Giral Pereira
José Giral Pereira (Santiago de Cuba, 22 d'octubre de 1879 - Mèxic, 23 de desembre de 1962) va ser un polític i químic farmacèutic espanyol, diverses vegades ministre durant el període de la Segona República Espanyola i President del govern republicà en l'exili després de la Segona Guerra Mundial.

## Biografia

### Carrera política
Una vegada finalitzats els seus estudis de química i de farmàcia a Madrid, va guanyar el 1905 la càtedra de química orgànica en la Universitat de Salamanca. D'ideologia republicana, va ser empresonat el 1917 per participar en la vaga general d'aquell any, i va tornar a sofrir presó sota la dictadura de Primo de Rivera (1923-30) i el govern de Berenguer (1930). Va ser el fundador, juntament amb Manuel Azaña, d'Acció Republicana i membre de Izquierda Republicana, des de la fusió entre Acció Republicana, el Partit Radical Socialista i l'ORGA. Va ser elegit diputat per Càceres a les eleccions de juny de 1931 i de febrer de 1936.
En proclamar-se la II República (14 d'abril de 1931) va ser nomenat rector de la Universitat Central de Madrid i conseller d'Estat. Va ocupar la cartera de Marina (1931-33) i el 1936 va ser encarregat per Azaña de presidir el Govern, després de l'intent de Diego Martínez Barrio de formar govern per frenar la revolta militar del 17 de juliol de 1936. Iniciada la Guerra Civil (1936-39), va ser partidari del lliurament d'armes a les organitzacions obreres i de la dissolució de l'exèrcit, però va perdre autoritat a mesura que s'allargava i radicalitzava la contesa. Aquest govern duraria des del 19 de juliol fins al 4 de setembre de 1936, quan la caiguda de Talavera de la Reina i amb Madrid a l'abast de l'Exèrcit de Marroc, va obligar a lliurar el poder a Francisco Largo Caballero. Encara va ser ministre sense cartera als dos governs de Largo Caballero i d'Estat en el de Negrín (1937-38).
La depuració com a catedràtic per part del franquisme, sense lloc a cap procés contradictori, es va produir mitjançant Ordre Ministerial de febrer de 1939, al costat d'altres catedràtics:
| «                                                               | ... se separa definitivament per ser pública i notòria la desafecció dels catedràtics universitaris que s'esmentaran al nou règim implantat a Espanya, no solament per les seves actuacions a les zones que han sofert i en les quals sofreixen la dominació marxista, sinó també per la seva pertinaç política antinacionalista i antiespanyola en els temps precedents al Gloriós Moviment Nacional. L'evidència de les seves conductes pernicioses per al país fa totalment inútils les garanties processals que, en un altre cas constitueixen la condició fonamental en tot enjudiciament, i per això, aquest Ministeri ha resolt separar definitivament del servei i donar de baixa en els seus respectius escalafons als senyors: Luis Jiménez de Asúa, Fernando de los Ríos Urruti, Felipe Sánchez Román i José Castillejo Duarte, catedràtics de Dret; José Giral Pereira, catedràtic de Farmàcia; Gustavo Pittaluga Fattorini i Juan Negrín López, catedràticos de Medicina; Blas Cabrera Felipe, catedràtic de Ciències; Julián Besteiro Fernández, José Gaos González Pola i Domingo Barnés Salinas, catedràtics de Filosofia i Lletres, tots ells de la Universitat de Madrid. Pablo Azcárate Flórez, Demófilo de Buen Lozano, Mariano Gómez González i Wenceslao Roces Suárez, catedràtics excedents de Dret | » |
| — Ordre del 3 de febrer de 1939, Ministeri d'Educació Nacional. | |   |

### Exili
Emigrat primer a França, es va traslladar a Mèxic, on va ocupar de 1945 a 1947 va ser nomenat President de la Govern espanyol en l'exili al mateix temps que exercia la docència en la Facultat de Química de la Universitat Nacional Autònoma de Mèxic de la Ciutat de Mèxic. Va exercir amb honors l'activitat acadèmica des de la seva arribada a Mèxic fins a la seva mort.

## Obres
- "Análisis orgánico funciona" (1914)
- "Tratado de química orgánica" (1926-1928, 3 toms)
- "Fermentos" (1940)
- "Materia y energía" (1960)